# Wola Przybysławska
Wola Przybysławska – wieś w Polsce położona w województwie lubelskim, w powiecie lubelskim, w gminie Garbów. 
Wieś składa się z dwóch sołectw – Woli Przybysławskiej I i Woli Przybysławskiej II. Wieś zajmuje powierzchnię 2229 ha i należy do większych w kraju. Według Narodowego Spisu Powszechnego z roku 2011 wieś liczyła 1411 mieszkańców.
| SIMC    | Nazwa                    | Rodzaj    |
| ------- | ------------------------ | --------- |
| 0380942 | Marianka                 | część wsi |
| 0380959 | Orlicz                   | część wsi |
| 0380965 | Wola Przybysławska Druga | część wsi |

Miejscowość została założona w 1554 roku na królewskich gruntach wsi Przybysławice.. W 1786 roku była wsią królewską w dzierżawie przybysławickiej w powiecie lubelskim województwa lubelskiego. 
10 grudnia 1942 r. Niemcy zamordowali we wsi 2 Żydów i 16–19 Polaków zaangażowanych w pomoc ukrywającym się Żydom.
W latach 1975–1998 miejscowość należała administracyjnie do ówczesnego województwa lubelskiego.
W Woli Przybysławskiej w latach 2008-2015, przy drodze na Janów (kolonia Pod Borem), funkcjonowała odkrywkowa kopalnia piasku.
Na terenie miejscowości znajdują się jeziora Rejowiec i Duży Ług.. Północna część wsi pokrywa się z Obszarem Chronionego Krajobrazu "Kozi Bór".
Wierni Kościoła rzymskokatolickiego należą do parafii Przemienienia Pańskiego w Garbowie.